# Acidaliodes costipuncta
Acidaliodes costipuncta là một loài bướm đêm trong họ Noctuidae.